# カジミェシュ3世 (ポーランド王)
カジミェシュ3世ヴィエルキ（Kazimierz III Wielki、1310年4月30日 - 1370年11月5日）は、ポーランド王（在位：1333年 - 1370年）。カシミール3世とも表記される。大王（Wielki）の異称で呼ばれる。ヴワディスワフ1世（短身王）の三男で、母はヴィエルコポルスカ公ボレスワフ（敬虔公）の娘ヤドヴィガ。
現在ポーランドで発行されている50ズウォティ紙幣の、表面側の肖像に採用されている。

## 称号
- ラテン語：Kazimirus, Dei gracia rex Poloniæ ac terrarum Cracoviæ, Sandomiriæ, Syradiæ, Lanciciæ, Cuyaviæ, Pomeraniæ, Russiequæ dominus et heres.
- 「カジミルス、神の恩寵によるポーランド王、クラクフ、サンドミェシュ、シェラツ、ウェンチツァ、クヤヴィ、ポモジェ、ルテニアの諸地方の領主にして相続者」

## 生涯

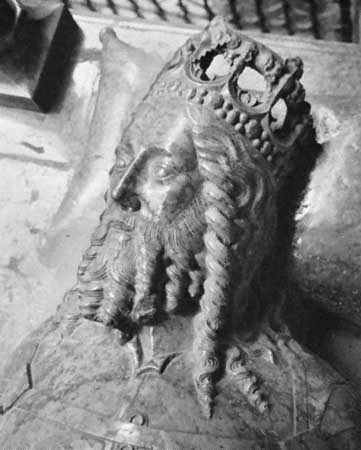
カジミェシュ３世の石棺

1333年、父の死により王位を継ぐ。この頃のポーランドは分裂状態から統一され、内部は比較的安定していたが、今度は神聖ローマ帝国やドイツ騎士団、さらにはボヘミアなどからの外圧を受けるようになる。
これに対して、カジミェシュ3世は武力ではなく外交による解決で臨んだ。まず、1335年にボヘミアと交渉し、大金の支払いと引き換えに和睦した。次いで1343年にローマ教皇クレメンス6世の仲介の下にドイツ騎士団と交渉し、クヤーヴィとドブジンを獲得する一方、グダンスク、ポモージェを割譲することで和解した。そして神聖ローマ皇帝カール4世に対しては、一時的に戦争状態にもつれ込んだものの、シレジアの帰属など国境問題を解決することで和睦に持ち込んだのである。後に孫娘のエリーザベトがカール4世の4番目の妃になっている。
その後、カジミェシュ3世は東方に進出し、ハールィチ・ヴォルィーニ戦争を起こしてウクライナ領であったハールィチ公国、ルブフを1340年から1352年にかけて支配下に収め、ポーランド王国の領土を倍増させた。1366年にはヴォルィーニ、ポドリアも併合している。
カジミェシュ3世の功績は外交や軍事だけでなく、内政においても大きな成功を収めている。長年にわたりポーランドは、貴族の権力が大きかったため国王の権力が弱体化し、国内が分裂状態に陥ることが多かった。カジミェシュ3世はこれを防止するため、司法制度を整備して貴族による権力濫用を押さえ込んだのである。法学を発展させる一端としては、ドイツ法を広く普及させた。また、政治的・経済的な弱者である農民を手厚く保護してその生活改善に努めた。さらに西ヨーロッパで迫害されたユダヤ人を保護し、国外からの移民による植民も積極的に奨励するなどして、ポーランドは商業的にも大きく発展することとなったのである。1347年にはポーランド王国の基本法を制定し、1364年には首都クラクフに天文学や法学の研究を主とする、国内初の大学・ヤギェウォ大学を設立させるなど、このカジミェシュ3世の時代にポーランドは大国に発展することとなったのである。
王位継承権争いについては、父の代からボヘミア王ヨハンからの王位請求が続いていた。しかし1335年、ヨハンならびにハンガリー王カーロイ・ローベルトとハンガリー領ヴィシェグラードにて会談し、多額の補償金をあてがうことにより、ヨハンに王位請求権を破棄させた。
1370年、カジミェシュ3世は狩猟中に落馬して死去した。カジミェシュ3世には男子がなく、後継者には甥でハンガリー国王のラヨシュ1世が第一候補として挙がった。カジミェシュ3世はラヨシュの後継を認めた上で、自身の女系の孫であるスウプスク侯カジミエシュに後の特権的地位を遺そうとするも、ポーランド王国の再統合を無に帰しかねないとして彼の死後は司教や貴族から認められず、王位とドブジン地方を除く王国の全領土がラヨシュ1世に相続された。
カジミェシュ3世は軍事・外交・内政のいずれにおいても大きな成功を収めたため、「カジミェシュ大王」とも称され、また弱小農民を手厚く保護するなどの善政を敷いた経緯から「カジミェシュ農民王」と称されることもある。カジミェシュ3世の時代、ポーランド国王の王権は安定し、国家は整備されて大国に成長したのである。史書においては、カジミェシュ3世のことを、「木造のポーランドに現れて、煉瓦のポーランドを残して去った」と賞賛している。

## 結婚と子女
1325年、カジミェシュ3世はリトアニア大公ゲディミナスの娘アルドナと最初の結婚をし、間に2人の娘をもうけた。アルドナは1339年5月26日に亡くなった。
- エルジュビェタ（1326年頃 - 1361年） - 1343年、ポモジェ地方のスウプスク公ボグスワフ5世と結婚
- クネグンダ（1334年 - 1357年） - 1349年、バイエルン公ルートヴィヒ6世（神聖ローマ皇帝ルートヴィヒ4世の三男）と結婚

1341年9月29日、カジミェシュ3世はヘッセン方伯ハインリヒ2世の娘アーデルハイトと再婚したが、新妻を気に入らず結婚後すぐに別居した。アーデルハイトは1356年に実家のヘッセンに戻った。
アーデルハイトとの結婚を解消したがっていたカジミェシュ3世は、王妃のいる身でボヘミア人の愛妾クリスティナと重婚した。クリスティナはプラハの豪商ミクラーシュ・ロキチャーニの未亡人であり、彼女自身の出自は不明である。クリスティナは夫の死の翌年にプラハ宮廷に女官として入っていた。カジミェシュは彼女をプラハから連れ出し、ティニェツのベネディクト会修道院の院長を説得して、2人の結婚式を行わせた。この結婚は秘密結婚だったが、すぐに巷間に知れわたることになった。アーデルハイトは重婚状態にあるのを嫌い、夫の許しも得ずにヘッセンの実家へ戻った。カジミェシュはアーデルハイトの肩を持つ教皇インノケンティウス6世の警告を無視してクリスティナとの同棲を続けた。この結婚生活は1363年ないし1364年まで続き、その後2人は離別した。夫妻の間に子供はなかった。
1365年頃、カジミェシュ3世はシロンスク地方のジャガン公ヘンリク5世の娘ヤドヴィガを4番目の妻に迎え、間に3人の娘をもうけた。
- アンナ（1366年 - 1422年6月9日） - ツェリェ伯ヴィリェムと初婚、テック公ウルリヒと再婚、最初の結婚でもうけたアンナは後にポーランド王妃となった
- クネグンダ（1367年 - 1370年）
- ヤドヴィガ（1368年 - 1407年頃） - 1382年頃に結婚したとされるが、詳細は不明

この結婚をした時点ではアーデルハイトも、そしておそらくクリスティナも生存しており、このヤドヴィガとの結婚も重婚と見なされた。このためヤドヴィガの産んだ3人の娘たちが嫡出と言えるかどうかははっきりしなかった。アンナとクネグンダは1369年12月5日に教皇ウルバヌス5世によって嫡出子と認められた。一番下の娘ヤドヴィガも父の死後の1371年10月11日、教皇グレゴリウス11世により嫡出の認定を受けている。